# Freedom (Pensilvania)
Freedom es un borough ubicado en el condado de Beaver en el estado estadounidense de Pensilvania. En el año 2000 tenía una población de 1.763 habitantes y una densidad poblacional de 1,152.3 personas por km².

## Geografía
Freedom se encuentra ubicado en las coordenadas 40°41′04″N 80°15′06″O / 40.68444, -80.25167.

## Demografía
Según la Oficina del Censo en 2000 los ingresos medios por hogar en la localidad eran de $30,741 y los ingresos medios por familia eran $38,000. Los hombres tenían unos ingresos medios de $30,303 frente a los $23,438 para las mujeres. La renta per cápita para la localidad era de $16,261. Alrededor del 14.5% de la población estaba por debajo del umbral de pobreza.